# Partit Socialista (Suècia)
Partit Socialista (suec) fou un partit polític suec actiu entre 1929 i 1948. Es va formar el 1929 com a escissió del Partit Comunista de Suècia dirigida per Karl Kilbom i Nils Flyg, i que va aplegar la major part del grup parlamentari comunista suec, així com l'òrgan del partit Folkets Dagblad Politiken. El 1930 va aconseguir que s'aprovés una moció seva defensant la separació entre església i estat i es presentà amb un grup propi a les eleccions legislatives sueques de 1932. El 1934 es va unir a una fracció del Partit Socialdemòcrata de Suècia dirigida per Albin Ström. Però a poc a poc es va desintegrar, sobretot quan el 1937 Kilbom va retornar al Partit Socialdemòcrata. El 1940 Albin Ström i Evald Höglund van marxar del partit i crearen el Partit Socialista d'Esquerra i el 1948 es va desintegrar definitivament.

## Resultats electorals
| Any  | Vots    | %        | Escons  | +/− | Govern            |
| ---- | ------- | -------- | ------- | --- | ----------------- |
| 1932 | 132,564 | 5.3 (#5) | 6 / 230 | Nou | Oposició          |
| 1936 | 127,832 | 4.4 (#5) | 6 / 230 | =   | Oposició          |
| 1940 | 18,430  | 0.7 (#6) | 0 / 230 | 6   | Extraparlamentari |
| 1944 | 5,279   | 0.2 (#6) | 0 / 230 | =   | Extraparlamentari |